# Великорожинський Гук
Великоро́жинський Гук — водоспад в Українських Карпатах, у масиві Покутсько-Буковинські Карпати. Розташований на потоці Приємський, права притока Великороженки (басейн Черемошу), в селі Великий Рожин (ділянка Манівлоги) Косівського району Івано-Франківської області, на відстані приблизно 2 км від автошляху Р 62 (Чернівці — Криворівня).
Загальна висота перепаду води — близько 10 м. Утворився в місці виходу на поверхню товщі твердого флішу. Водоспад маловідомий та практично не відвідуваний туристами. Особливо мальовничий після рясних дощів або під час танення снігу.
У 400 метрах вище, на цьому ж потоці, розташований водоспад Манівлоги (6 м).

## Світлини та відео
- Відео водоспаду